# Уленкульское сельское поселение
Уленкульское сельское поселение — сельское поселение в Большереченском районе Омской области.
Административный центр — село Уленкуль.

## География
Уленкульское сельское поселение Большереченского района Омской области находится в 82 км от районного центра Большеречье, в 282 км — от города Омска.

## История
В начале 1920-х годов был образован Уленкульский сельский совет Уленкульской волости, с 1924 года Евгащинского района.
В 1925 году из сельского совета были выделены Кошкульский и Куйгалинский сельские советы.
На 1926 год в состав сельского совета входили:
- деревня Уленкуль;
- деревня Аптрашитова;
- деревня Каракуль;
- деревня Тусказань;
- деревня Форпост;
- деревня Черналы.

В 1929 году сельский совет переводится из ликвидированного Евгащинского в Большереченский район.
В 1930—1934 годах к сельскому совету была присоединена часть Криводановского сельского совета.
В 1937 году сельский совет переводится из Большереченского в восстановленный Евгащинский (Ежовский, Дзержинский с 1939) район.
В 1953 году сельский совет переводится из Евгащинского (Дзержинского) в Тарский район.
В 1954 году сельский совет переводится из Тарского в Большереченский район.
В 1990-х годах сельский совет преобразован в сельскую администрацию.
В начале 2000-х годов сельская администрация преобразована в сельский округ.
В 2010 году в сельском округе была ликвидирована деревня Илле-Карга.

## Население
| 2010 | 2011  | 2012  | 2013  | 2014  | 2015  | 2016 |
| ---- | ----- | ----- | ----- | ----- | ----- | ---- |
| 1065 | ↘1059 | ↘1039 | ↗1044 | ↘1028 | ↘1016 | ↘994 |
| 2017 | 2018  | 2019  | 2020  | 2021  | 2023  |      |
| ↘978 | ↘966  | ↘948  | ↘933  | ↘638  | ↘619  |      |

## населённые пункты
| статус  | населённый пункт | год основания |
| ------- | ---------------- | ------------- |
| село    | Уленкуль         | XVI век       |
| деревня | Тусказань        | ?             |
| деревня | Черналы          | ?             |
| деревня | Каракуль         | XVI век       |

## Инфраструктура
Основным сельхозпроизводителем является СПК «Уленкульский», который занимается в основном животноводством. В личных подсобных хозяйствах населения имеется около 1000 голов скота. Также население, имеющее технику, занимается производством зерна для собственных нужд, заготовкой сена и дров для продажи пенсионерам.
На территории поселения имеются:
- средняя школа,
- три начальные школы,
- три фельдшерско-акушерских пункта,
- три клуба.

Из семи предпринимателей трое заняты производством молока и мяса, разведением гусей, четверо имеют торговые точки.